# Don Juan na psu ali Zdrav duh v zdravem telesu
Roman Don Juan na psu ali Zdrav duh v zdravem telesu Dušana Jovanovića govori o razcepu telesa in duha in je razdeljen na 31 poglavij (33.000 besed). Napisan je v prvoosebni obliki.

## Zgodba
Sin upokojenega partizanskega borca, kasneje pa novinarja in kritika Poldeta Rakovca, na pogrebu ne iztisne niti solze, saj je očetovo smrt pričakoval. Začne pripovedovati očetovo življenjsko zgodbo. Poldeta opiše kot načelnega, gospodovalnega in surovega človeka, ki je imel pet žena: Olgo, Marijo, Evhastijo, Romano in Rozalijo, a je vse zapustil in živel sam s sinom. 
Polde je zbolel. Ker ni verjel v strokovno pomoč, si je raje pomagal sam in odlašal z obiskom zdravnika. Ko pa je uvidel, da brez zdravnikove pomoči ne bo mogel, sta se s sinom odpravila k Černigoju. Začele so mu odpovedovati roke. Javno se je osmešil in ljudje so ga imeli za neprištevnega. Ko je za veliko noč na obisk prišla Poldetova mati, jo je bil vesel, toda njegove neposlušne roke so jo močno zgrabile okoli vratu in jo zadavile. S sinom sta truplo v omari spravila iz stanovanja in ga odvrgla v reko, za kar ju je sumila tudi policija. Zatekla sta se na kozolec k Romani, Poldetovi četrti ženi. 
Romana je ljubimkala z Janezom, vaškim gasilcem, ki je obljubil, da osumljencev ne bo izdal. Medtem je Poldetova bolezen napredovala do te mere, da ni bil več podoben človeškemu bitju, temveč nekakšni gmoti, ki se je komaj kaj premikala in ostudno zaudarjala. Sin, Romana in Janez so se odločili raziskati Poldetovo bolezen. Na njem so izvajali različne poizkuse in ko so videli, da se Polde ne odziva, so poklicali Černigoja. Romana se je zopet zaljubila v Poldeta. 
Priredili so zabavo, na kateri sta se Polde, oziroma kar je ostalo od njega, in Romana poročila. Černigoj je izvedel nekakšno operacijo, tako da je v sinovo telo vstavil Poldeta. Tako sta se dve osebi naselili v enem telesu. Avtor je zgodbo zaključil s stavkom: "Zdaj greva lepo domov, ljudje naju gledajo."

## Kritika
"Kajti piscu samemu ne gre za to neresnično, komično, groteskno po sebi – vse to je le pripovedni material, v katerem se preizkušata njegova tehnična spretnost ali rutina – pač pa za mičnega ali grotesknega, ne da bi seči samo s takšno metodo. Ideja oziroma »sporočilo«, kot nekateri posmehljivo imenujejo namen avtorjeve pobude, je pri Jovanoviču nekoliko že znana (v spremni besedi jo je nakazal A. Inkret, o njej pa je pisal tudi A. Zorn v Tribuni), zato je tu treba kvečjemu obnoviti;gre za nasprotje med telesom in duhom, nasprotje, ki seveda nima nikakršne mistične narave, kakor bi pod pritiskom tradicije mislili v prvem hipu, marveč družbenega: Polde Rakovec, na katerem pisec dokazuje svoj miselni model, je tako rekoč primer fanatika, ki hoče svet ustvariti po svoji podobi, se pravi spremeniti, v skladu s svojo deklarirano vizijo tudi izboljšati, počlovečiti, napraviti ga znosnejšega, kar pa seveda potrebuje višje, samoreflektirajoče, kritično vodilo, ki je lahko kajpak samo človekova miselna zmožnost oziroma duh." (Sodobnost 18/8-9, 1970).
"Proces, ki ga opisuje Jovanović, je postopno izginjanje očeta Poldeta Rakovca in nastajanje dveh ločenih "bitij"-čistega duha in čiste telesnosti (roke, ki same od sebe grebejo po okolici). To ločevanje poteka predvsem v škodo telesnega dela, ki se končno spremeni v gnusno, grmiču podobno gmoto protoplazme. Na koncu se nekaj zgane v sinu. V tej točki, ko sin začuti v sebi še drugo osebo ("Dva sva v meni."), se razpira naš problem razumevanja, saj avtor v ničemer ne pomaga k sklepu, da gre za razpad sinove osebnosti." (Rupel 1973: 105)